# Audrey Raines
Audrey (Louise) Raines er en fiktiv person fra tv-serien 24 timer.
Audrey kommer første gang med i sæson 4.
Audrey er datter af forsvarsministeren, James Heller. Hovedpersonen, Jack Bauer, arbejder for forsvarsministeren og er kæreste med Audrey.

## Biografi
Audrey (født Audrey Louise Heller) blev født enten i Albany, New York, eller i Providence, Rhode Island. Hun fik en Bachelor i engelsk fra Yale Universitet, og en Master i "Public Policy" fra Brown Universitet. Hun var ansat som en Inter-Agency Liaison for USA's forsvarsministerium, hvor hun sidst var arbejdede i CTU-afdelingen i Los Angeles. Hun har store evner og ekspertise i at kordinere mellem statens agenturer. Audrey arbejdede tidligere for forsvarsministriet som (senior-) politisk analytiker for forsvarsministeren.
| 24 Timer | Spire Denne artikel om tv-serien 24 Timer er en spire som bør udbygges. Du er velkommen til at hjælpe Wikipedia ved at udvide den. |